# 天津大学
天津大学（てんしんだいがく、英語: Tianjin University）は、中華人民共和国国務院教育部直属の国立理工系大学。国家重点大学であり、211工程、985工程、双一流においても国家重点大学に選ばれている。副部級大学の一つとして、中国天津市南開区に所在する。前身は1895年に中国で初めての近代的な大学として創立された北洋大学堂。天津大学は理工系列だけではなく文科系列も設置されている。大学の略称は天大（てんだい）およびTJU。国家重点実験室も持っている。卓越大学連盟の成員校である。

## 概観
天津大学は中国で最も早く創立された近代的な大学。
「天大」と呼ばれ、中国国内においては有名な全国的国立大学である。
全日制在校生26,000人で、内本科生（学部学生）15,252人、修士と博士研究生9,270人。また、30か国120以上の大学と提携しており、世界中から留学生を受け入れている。

## 沿革
- 1895年 - 1895年10月2日、盛宣懐が天津に北洋西学学堂を創設した（中国で初めての近代的な大学）。
- 1896年 - 北洋大学堂に改称。当時は米国留学帰りの教授が多く、東洋のコーネルと称された。
- 1913年 - 国立北洋大学（Peiyang University）に改称。
- 1928年 - 国立北洋工学院に改称。
- 1935年 - 大学院を設置。
- 1937年 - 日中戦争のため、北平大学、北平師範大学など大学とともに、西安に移転し西安臨時大学を構成する。
- 1938年 - 北平大学工学院、焦作工学院、东北大学工学院とともに、西北工学院を構成する。
- 1945年 - 天津に戻り、国立北洋大学に改称。
- 1951年 - 河北工学院を合併し、国立大学として天津大学と改称。
- 1983年 - 文法学院、管理と経済学部を設立。総合大学になる。

## 学部
- 学部
  - 機械工学院
  - 精密儀器と光電子工学院
  - 電気オートメーションと情報工学院
  - 微電子学院
  - 建築工学院
  - 建築学院
  - 化工学院
  - 材料科学工学院
  - 管理と経済学部
  - 求是学部
  - 理学院
  - 外国語と文学学院
  - 法学院
  - 教育学院
  - 藥物科学と技術学院
  - 環境科学工学院
  - コンピュータ科学と技術学院
  - ソフトウェア学院
  - マルクス主義学院
  - 生命科学学院
  - 海洋科学と技術学院
  - 国際教育学院
  - 継続教育学院
  - インターネット教育学院
  - 表層地球システム科学研究院
  - 国際エンジニア学院
  - 数学学院
  - 建築設計規劃研究学院
  - 内燃機研究所
  - 馮驥才文学藝術研究院
  - 王学仲藝術研究所

## 校訓
實事求是

## 日本における協定校
- 北海道大学
- 大阪教育大学
- 九州産業大学